# 디지몬 어드벤처
《디지몬 어드벤처》(일본어: デジモンアドベンチャー, Digimon Adventure)는 도에이 애니메이션에서 제작한 TV애니메이션으로, 디지털 몬스터와 TV시리즈 첫 번째 작품으로서, 1999년에 극장 개봉한 도에이 애니메페어에서 소개된 디지몬 어드벤처의 TV 시리즈판이다.
대한민국에서는 대원C&A홀딩스㈜에서 수입하고(현) KBS 미디어 (구) KBS 영상사업단에 공급하여 한국어 더빙 제작을 하여 KBS 2TV를 통해 2000년에 방영했으며, 이후 케이블TV를 통해 재방영되고 있다.

## 소설
마사키 히로와 카쿠도 히로유키가 쓴 소설로 일본의 슈퍼대쉬문고에서 전 3권으로 노벨라이즈되었다. 전체적인 스토리나 흐름은 TV시리즈를 압축시킨 듯한 내용이지만, 몇 가지 부분이 애니메이션과 차이점을 보이도록 어레인지 되어있다.
그렇기에, 《애니메이션의 디지몬 어드벤처》를 노벨라이즈했다기보다는, 소설로 쓰여진《애니메이션과는 다른 패럴렐월드의 디지몬 어드벤처》라고 하는 편이 정확하다.
후기에 〈02의 소설을 쓸지도 모른다〉라고 쓰여 있지만 아직까지 실현되지는 않았으며, 한국에서는 정식발매되지 않았다.
1. 지금, 모험이 시작된다 ISBN 408630029X
2. 여덟 번째 선택받은 아이 ISBN 4086300354
3. 모험은 아직 끝나지 않아 ISBN 4086300397

## 개요
이야기는 극장판 첫 번째 작품의 배경이었던 1995년에서 4년 뒤의 세계를 그리고 있다. 현실세계에서 갑작스럽게 디지털 월드라는 가상세계로 내던져진 아이들이 파트너 디지몬들과 함께〈정체성〉을 찾아가며 성장해나가는 이야기로, 밝혀져가는 아이들의 과거, 선택된 이유, 그리고 빛의 언덕의 수수께끼 등 여러 가지 복선들이 등장하여 〈어른들도 즐길 수 있는〉 요소가 많이 담겨 있다. 특히, 부모님의 이혼이나 사별과 같은 현대 사회문제를 반영한 작품이기도 하다.
그 이후의 차기 작품인《디지몬 어드벤처 02》, 《디지몬 테이머즈》, 《디지몬 프론티어》, 《디지몬 세이버즈》와 같은 디지몬 애니메이션 시리즈의 토대가 되었으며, 아직까지도 디지몬 애니메이션 시리즈 중에서 가장 인기있는 작품이다. 관련상품, 완구(주로 디지바이스), 카드 등이 당시 일본에서 큰 인기를 끌었으며, 애니미디어를 필두로 애니메이션 잡지에서도 대서특필하였으며, 디지몬 캐릭터를 다룬 팬사이트, 동인지 등이 양산되었다. 당시의 주 시청자층은 초등학생뿐만 아니라, 여자 중고등학생에게서도 인기가 있었으며, 그 인기층은 이후의 시리즈에서도 뿌리깊게 유지되었다.
애당초 이 작품의 컨셉은 〈포켓몬 졸업생들 모여라〉였다. 이 사실에 대해서 디지몬의 프로듀서인 히로미 세키는 〈사실은 전에 썼던 방법입니다〉이라고 밝혔다. 《마멀레이드 보이》 또한 《미소녀전사 세일러문》의 졸업생을 노렸던 작품으로 기획되었었다고 한다. 그리고 카쿠도 히로유키가 말하길 〈캐릭터 모두가 동등하게 등장하고 적을 해치우는 회수도 동등하게끔, 을 기본적인 제작방침〉으로 제작되었기에 일부 등장인물만 계속 활약하지 않는다고 한다.
당초에는 최종화에서 등장인물 중 한 명이 수 십년 뒤의 성인의 모습으로 등장하여 이 이야기는 그 인물의 회상이었다는 식으로 끝내려고 했지만, 속편이었던 02가 제작 결정됨에 따라 그 설정은 02의 최종화에서 쓰이게 되었다.
캐릭터 디자인으로 토리야마 아키라에게 제안을 했지만 바쁜 연재일정으로 실현되지 못하고, 대신에 토리야마와 비슷한 그림체였던 나카츠루 카츠요시를 기용하게 되었다.
일본에서의 인기를 실감할 수 있는 데이터로서 단일기획 TV 프로그램 〈일본의 애니메이션 제1화&최종화 베스트100〉에서 33위에 랭크인했다. 그리고 〈외국인이 뽑은 일본의 애니메이션 베스트 100〉에서는 10위에 뽑혀 해외에서 방영된 일본 애니메이션으로서는 《포켓몬스터》, 《드래곤볼》에 버금가는 평가를 받은 작품이다.
하지만 당시 KBS에서는 7세 아동 대상 애니메이션임에도 불구하고 디지몬끼리의 전투장면과 적 디지몬을 살해하는 장면 등이 폭력적이라는 문제점을 여성가족부에게 지적받았으며, 이를 흉내내는 아이들의 모습 등으로 문제가 되기도 했지만, 스티커가 들어있는 디지몬빵, 완구, 카드 등 디지몬 캐릭터를 이용한 아이들의 구매욕을 자극하는 상품들이 큰 인기를 얻으면서 디지몬과 포켓몬을 모르면 왕따라는 하나의 사회현상을 일으킨다. 하지만 너무나도 지나친 상술은 문제점으로 지적되기도 했다.
- 최고시청률：28.7%, 최저시청률：14.9%
- 반다이 완구매상총액 160억엔으로, 반다이의 캐릭터들중에서는 건담 시리즈 다음으로 높은 액수였다.[11]

2014년 8월 1일에 특별기념 이벤트에서 신 시리즈의 제작을 발표하였다. 2015년 11월부터 《디지몬 어드벤처 트라이》란 제목으로 극장에서 개봉했다. 이후, 2020년 4월 5일부터 2021년 9월 26일까지 리부트한 작품인《디지몬 어드벤처: 》란 제목으로 방영했다.

## 스토리
1999년 8월 1일, 여름캠프를 떠난 초등학생인 신태일, 매튜, 한소라, 장한솔, 이미나, 정석, 리키 7명은 돌연히 일어난 눈보라로 다른 아이들과 떨어져 산에 있는 대피소에 숨게 된다. 그리고 그 대피소 밖으로 나온 직후, 한국에서 일어날 리 없는 이상현상이 일어나게 되고 아이들은 그곳에서 오로라를 목격하게 된다. 그 직후 수수께끼의 기계가 하늘로부터 떨어져 내렸다. 7명의 아이들은 그 기계의 알 수 없는 힘으로 발생한 큰 폭포에 휩쓸려 어딘가로 휩쓸려가게 되고, 정신을 차리자 미지의 세계에 와 있었다. 그곳에서 자신들을 기다리고 있었다고 하는 〈디지털 몬스터〉라는 수수께끼의 생물과 만난다.
그리고 아이들과 파트너 디지몬들의, 길고도 짧은 한여름의 여행이 시작되었다.

## 설정・세계관

### 디지털 월드와 디지몬의 설정
- 이 작품에서 디지털 월드는 현실세계의 컴퓨터 네트워크 속의 정보, 즉 데이터를 기본으로 구성되어 있다. 이는 네트워크에 존재하는 것도 아닌 사이버 스페이스도 아니며 현실세계에서 어떠한 힘에 의해서 흘러들어온 정보나 데이터가 물체로 실체화하는 이세계이다. 그러나 영화 〈우리들의 워게임〉에서 보여지듯이 네트워크나 사이버 스페이스에 접속하는 일도 가능하며, 〈디지몬 월드〉로도 표현한다.
- 인간들이 사는 세계는 "현실세계(Real World)"로 불린다.
- 디지털 월드가 현실세계에 비해서 어딘가 이상한 점이 있는 것은 데이터가 흘러 들어오면서 파손이나 결락된 것이 원인이며, 또한 현실세계에서는 단순한 문자열에 불과한 프로그램이 진짜로 힘을 갖게 되기 때문이다. 현실세계에 비해 시간의 흐름이 빠르며, 현실세계의 몇 분이 디지털 월드에서는 며칠이었지만, 아포칼리몬의 출현으로 현실세계와 같은 시간의 흐름을 갖게 되었다.
- 디지털 월드에서는 돈의 개념이 존재하며, 현재까지 확인된 바로는 비트가 사용되고 있다. 레스토랑과 같은 식당에서 돈을 받는 듯하다. 하지만, 디지털 월드에서는 먹을 수 있는 식물이나 내용물이 들어있는 냉장고 같은 불합리한 물건들이 구석구석에 있어서 장소에 따라 다르지만 식량의 확보는 그렇게 어렵지는 않다. 바다에는 물고기가 있어서 디지몬 이외의 생물도 있는 듯하다.
- 기본적인 식량확보를 위해서 디지몬끼리의 포식할 이유는 없기에, 디지털 월드에서 공격행위는 주로 세력권 싸움이거나, 자신의 힘을 나타내기 위해서 발생한다. 단, 종족이나 때와 장소에 따라서 디지몬끼리의 포식도 행해졌다.
- 위 작품에서의 디지몬은 실체화한 데이터 상의 생물의 총칭으로, 수명을 다하거나 어떤 외적인 요인으로 죽으면 데이터가 분해되어 디지몬 알로 되돌아가는데, 기본적으론 시작의 마을로 돌아간다. 단 엔젤몬의 경우처럼 외상으로 죽은 것이 아닌 과도한 힘을 사용한 반동으로 죽은 경우에는 그 자리에서 디지몬 알로 돌아가는 경우가 있는 듯하다(휴대게임기, 디지털 몬스터의 설정으로 수명으로 죽은 디지몬이 스스로의 데이터를 디지몬 알로 남기는 것을 유래로 하고 있다고 생각된다.). 극중에서 죽은 고래몬이나 피콜몬도 언젠가는 다시 태어나겠지만 그것이 언제일지는 알 수 없으며 이전의 기억을 지닌 채 다시 태어나는 것인지도 불명확하다(파워 디지몬에서는 추추몬이 과거의 기억을 지닌 채 다시 태어났다.). 그리고 현실세계에서 죽은 디지몬이 시작의 마을로 돌아가는 것이 가능한지도 알려지지 않았다(실제로 현실세계에서 죽은 위자몬은 파워디지몬에서 한번이지만 유령으로서 등장했다.).
- 파트너 디지몬이란 아이들과 특수한 인연으로 이어진 디지몬으로, 그들의 마음의 특질적인 힘으로 성장에 비례해서 급속한 진화를 이루는 것이 가능하다.
- 현실세계에 나타난 디지몬은 현실세계의 전자기기에 영향을 끼친다. 특히 진화할 때 전자기기에 주어지는 영향이 한층 더 강한 듯하다. 개체별로 차이가 있는 듯하지만 보통은 진화레벨이 상승할수록 전자기기에 끼치는 영향이 강해진다.
- 디지털 월드라고 하는 세계의 일그러짐이 커지면 현실세계에까지 영향을 끼친다. 그 일그러짐은 디지몬의 모습으로 나타나는 경우가 많지만, 일반인은 볼 수 없다. 일그러짐의 규모가 커지면 양쪽 세계의 상공에 반대편 세계가 거꾸로 나타나며, 동시에 현실세계에 일반인들도 볼 수 있는 디지몬이 절대다수 나타나지만, 그 때 나타난 디지몬들은 실체를 갖지 못하고, 공격은 맞지를 않으며, 닿으면 물체는 결정화되어 버린다.
- 제작자들 사이에서는, 〈디지털의 느낌이 아니라 확실하게 풍족한 생명이 있다는 것을 의식하여 설정한다.〉라는 방침이었기에 자연이나 생명이 풍부한 세계가 되었다. 흉폭한 디지몬이나 나쁜 디지몬이 없으면 기본적으로는 평화로운 세계이다.

### 현실세계・디지털 월드이외의 세계
암흑의 세계
차원의 균열에 빨려들어간 에테몬이 도달한 세계로, 에테몬은 그곳에서 파괴와 재생을 반복하여 크롬디지조이드메탈 합금의 메탈에테몬으로 진화했다.
아포카리몬의 우주
아포카리몬이 만들어냈다기보다는 《아포카리몬》이라는 실체를 갖지 못한 《불의 벽 저편에서 온 존재》 인 광대한 어둠의 공간이다.
아공간
홀리엔젤몬의 헤븐즈게이트(천국의 문)에 흡수된 디지몬이 가게되는 공간이다. 이곳에 온 디지몬은 얼마 지나지 않아 데이터가 삭제되는 것으로 추정된다.
데이터 세계
아포칼리몬의 공격으로 데이터로 분해된 아이들이 가게 된, 혹은 자각하게 된 세계다. 아무것도 없는 새하얀 공간에 데이터를 나타내는 기본원리인 2진법의 《0》과 《1》이 존재하고 있다.

### 아이템
디지바이스
사람의 마음의 특질적인 힘을 디지몬에게 전달해, 진화시키는 아이템이다. 그외에도, 디지털 월드로 가는 길을 만들거나 어둠의 힘을 물리치는 성스러운 힘을 갖고 있다.
일반적으로 디지바이스는 전부 투명하지만 초진화나 초특급진화때는 선택받은 아이들 각자의 문장의 색과 동일한 색으로 변화한다.
초진화를 한번이라도 하고 나면 다른 디지바이스의 위치가 표시되는 기능이 탑재되어있지만, 현실세계에서는 이 기능이 약화된다.
디지털 시계로도 쓸 수 있다.
목걸이(Tag)
마음의 특질적인 힘을 증폭시켜 디지몬을 완전체 이상의 진화가 가능해진다.
목걸이로는 소유주의 문장과 끌어당기는 성능밖에 없지만, 문장을 끼워 넣음으로서 진정한 힘을 발휘한다.
피에몬이 흰수염 도사에게서 빼앗은 뒤, 경위는 밝혀지지 않았지만 데블몬의 손에 의해 해저동굴 속에 감추어져 있었다.
문장
4년전에 해석된 〈선택받은 아이들의 각자의 마음을 나타내는 가장 멋진 개성〉을 토대로 제작된 아이템이다.
태그에 끼워 넣음으로써 완전체 이상의 진화를 가능하게 한다. 또한 각 문장에 새겨진 〈마음의 특징〉의 어느 정도의 성장이 필요하고, 미성숙한 마음으로는 움직이게 할 수 없다. 뿐만 아니라 마음의 특징에 반대되는 행동을 행하면, 암흑진화로 이끌려버린다.
문장은 여러 가지 신비한 힘을 갖고 있다. 예를 들자면, 선택 받은 아이들을 워프 시키거나, 묘티스몬의 기술을 무효화 시키거나, 흘러나오는 빛으로 적을 구속시킨다.
피에몬이 흰수염 도사에게서 빼앗은 뒤, 경위는 밝혀지지 않았지만 디지털 월드에 흩어져 있었다.
검은 톱니바퀴
데블몬이 보유한 암흑의 힘의 상징이다. 마(魔) 속성이므로 디지바이스에서 뿜어져 나오는 빛의 힘에 약하다.
디지몬의 몸에 꽂히거나 들어가게 되면, 디지몬이 폭주하거나 광폭해진다.
또한, 이 톱니바퀴가 들어간 디지몬의 신체가 거대해지고 기술의 효과가 변하기도 한다.
파일섬 내부에는 거대한 검은 톱니바퀴가 배치되어 있고, 그 힘으로 인해 파일섬이 분단되어버리지만, 가루몬에 의해 파괴되거나, 데블몬이 죽음으로서 섬을 분단하는 능력을 잃고 섬을 원래의 모습으로 되돌렸다(디지몬을 광폭화 시키는 능력은 남아있었다.). 켄터스몬이나 장한솔이라도 어찌할 수 없는 강력하고 거대한 톱니바퀴도 있었지만, 미나의 발차기로 손쉽게 역회전하여 섬을 원래대로 되돌린 일도 있다. 레이디데블몬에게는 데블몬과 같은 그러한 힘이 존재하지 않는다.
소설판에서는 디지털 월드 전역에 배치된 이 검은 톱니바퀴에 의해, 디지털 월드가 재통합된 사건도 있었지만, 애니메이션은 파일섬 이외의 장소에선 앞으로 검은 톱니바퀴를 퍼뜨리겠다는 취지의 발언을 데블몬이 한 적이 있음으로 인해, 애니메이션에서는 디지털 월드의 재통합에 어느 정도 관련되어 있었는지는 불명이다.
검은 케이블
에테몬이 보유한 다크 네트워크의 케이블로, 서버 대륙 곳곳에 퍼져나가 여러 정보를 수집하고 있었다. 검은 톱니바퀴 정도는 아니지만 디지몬을 어느 정도 조종하는 것도 가능하다.
에테몬에게 패배하여 유폐된 데이터몬이 호스트 컴퓨터를 사용하고 있었다. 중추설비는 사막의 거꾸로 피라미드 안에 있으며 무수히 많은 검은 케이블 덩어리와 같은 모습을 하고 있다.
데이터몬에 의해, 확대하는 암흑의 힘을 역으로 수축하게 하는 컴퓨터 바이러스를 넣은 데이터몬의 필살기 〈전자 폭탄〉을 중추에 쏘아 넣어 폭주, 다수의 디지몬을 삼켜버린 후 에테몬과 일체화 하고, 최후에는 차원의 일그러짐에 삼켜져서 에테몬과 함께 암흑의 세계로 사라진다.
소설판에서는 디지털 월드 전역에 퍼진 검은 케이블에 의해, 디지털 월드가 재통합된 사건도 있었지만, 소설판에서는 애니메이션과는 다르게 다크네트워크의 중추는 데이터몬의 필살기 〈전자 폭탄〉에 의한 폭주도 에테몬과의 융합도 하지 않고, 무언가에 의해서 사건이 일어났다는 묘사는 없다. 다크 네트워크, 즉 검은케이블에 중추가 폭주, 결국 디지털 월드로부터 송두리째 차원의 균열에 삼켜져서 사라져 버린 애니메이션판에서는 디지털 월드의 재통합에 어느 정도 관계되어 있는지는 불명이다.
디지몬 카드
묘티스몬이 현실세계를 침공하기 위해 게이트를 열 때 사용된 10장의 카드로, 3x3 크기의 석판에 10장 중에서 9장을 선택해 배치해야만 한다. 묘티스몬은 주술을 써서 자동적으로 나열했지만, 아이들은 자신들의 손으로 나열해야만 했다. 나열하는 방식의 비밀은 성장기, 성숙기, 완전체와 같은 레벨과 바이러스, 백신, 데이터종족으로 배치된다. 백신의 성장기로는 아구몬과 쉬라몬이 대응하여서 둘 중에 누구를 선택할지는 태일이에게 달려있었으나, 쉬라몬을 선택하여 무사히 캠프로 귀환한다. (고마몬 카드를 석판위에 두는 순간에 태일이가 〈열려라!쉬라몬!〉이라고 외치는데, 이것은 사실 쉬라몬의 일본식 이름인 고마몬을 이용한 말장난으로 〈열려라 참께(開けゴマ)〉와의 발음이 유사함을 이용한 것이다.) 그런데, 원더스완 게임인 〈디지몬 메들리〉에서는 아구몬을 선택하면 디지몬 어드벤처02의 극장판인 〈전편・디지몬 허리케인상륙!!/후편・초절진화!!황금의 디지멘탈〉의 무대인 미국으로 가는 게이트가 열린다.
본편에서는 나오지 않지만, 현실세계에서 디지털 월드로 가기 위해선 쉬라몬이 아니라 아구몬을 놓아야 한다.

## CD
아래에 소개된 부분은 국내 정식 판매되지 않은 일본 상품을 기준으로 하고 있습니다.

### 싱글
- 《Butter-Fly》 노래：와다 코지 - 1999.4.23 발매
- 《I wish》 노래：마에다 아이 - 1999.4.23 발매
- 《brave heart》 노래：미야자키 아유미 - 1999.6.25 발매
- 《Keep on》 노래：마에다 아이 - 1999.10.8 발매
- 《작품No.2〈봄〉가장조 ~우리들의 워게임!~》 노래：AiM - 2000.4.26 발매

### 맥시싱글
- 《Butter-Fly》 노래：와다 코지 - 2004.8.1 발매
- 《brave heart》 노래：미야자키 아유미 - 2004.8.1 발매
- 《I wish》 노래：마에다 아이 - 2004.8.1 발매
- 《keep on》 노래：마에다 아이 - 2004.8.1 발매

### 앨범
- 《디지몬 어드벤처 노래와 음악집Ver.1》 음악：아리사와 타카노리 - 1999.7.23 발매
- 《디지몬 어드벤처 싱글 히트 퍼레이드》 - 1999.9.22 발매
- 《디지몬 어드벤처 큐트 비트 클럽》 음악：아리사와 타카노리 - 1999.12.10 발매
- 《디지몬 어드벤처 노래와 음악집Ver.2》 음악：아리사와 타카노리 - 2000.2.4 발매
- 《디지몬 어드벤처・베스트 히트 퍼레이드》 - 2000.3.24 발매
- 《디지몬 어드벤처 호적수 캐릭터송 파일》 - 2000.5.24 발매
- 《디지몬 테마송 오리지널 가라오게 베스트15》 - 2001.5.2 발매

## 스탭
- 프로듀서 - 카와카미 다이스케(후지 TV), 키무라 쿄타로(요미우리 광고사), 히로미 세키
- 원안 - 혼고 아키요시
- 연재 - 〈V점프〉（슈에이샤）
- 시리즈 구성 - 니시조노 사토루
- 음악 - 아리사와 타카노리
- 제작담당 - 오카다 쇼스케
- 캐릭터 디자인 - 나카츠루 카츠요시
- 작화감독 - 미야하라 나오키
- 미술디자인 - 이이지마 유키코
- 시리즈 디렉터 - 카쿠도 히로유키
- 음악협력 - 이즈무 커뮤니케이션즈
- 제작협력 - 도에이
- 제작 - 후지테레비, 요미우리 광고사, 도에이 애니메이션

### 한국어판 번역
- 녹음 - 백광재
- 그래픽 - 이미경, 권미정
- 편집 - 이윤주, 김준석, 송제혁
- 번역 - 윤경아
- 연출 - 이원희
- 우리말 제작 - KBS 미디어

## 주제가

### 한국방영 주제가
- 오프닝 테마
《디지몬 어드벤처》
노래：故 홍종명&TULA, 작사：김주희, 작곡&편곡：방용석
- 엔딩 테마
《안녕! 디지몬》
노래：장숙희, 작사：김주희, 작곡：방용석
- 삽입곡
《Power Up》
노래：TULA, 작사：김주희, 작곡：방용석
- 《안녕! 디지몬》
노래 : 문선희 이미나역

특히, 삽입곡 Power Up은 디지몬어드벤쳐 19화때부터 사용되었으며, 파워디지몬에서도 23-27화 외 몇 작품에서도 메인진화테마로 사용되었다.

### 일본방영 주제가
- 오프닝 테마
《Butter-Fly》
노래：와다 코지 작사・작곡：치와타 히데노리 편곡：와타나베 첼
- 엔딩 테마
《I wish》（1~26화）
노래：마에다 아이 작사：미우라 토쿠코 작곡：시라카와 요시히사 편곡：호리이 카츠미
《keep on》（27~54화）
노래：마에다 아이 작사：NK 작곡：키네 나오토 편곡：키네 나오토, 유아사 코우이치
- 삽입곡
《brave heart》-진화 테마곡
노래 - 미야자키 아유미 작사 : 오오모리 쇼코 작곡・편곡 : 오타 미치히코
《Seven》
노래 - 와다 코지 작사・작곡 : 오야마 코헤이 편곡 : 와타나베 첼

## 극장판

### 극장판《디지몬 어드벤처: 운명적 만남》
1999년 3월에 일본의 도에이 애니메페어에서 공개된 작품으로 관동지방에서는 이 영화의 개봉일자가 TV시리즈의 방영일자의 하루전인 3월 6일에 개봉되었다. 작품은 약 20분정도의 단편이지만, 〈우리들의 워게임!〉으로 이어지는 호소다 마모루 감독의 전위적인 연출과 곳곳에 숨겨진 복선으로 큰 호평을 받았다.
음악은 모리스 라벨이 작곡한 〈볼레로〉만이 사용되었지만, 아리사와 타카노리가 2분으로 수정을 하였기 때문에 작곡, 음악은 모리스 라벨이지만 명의상으로는 아리사와 타카노리가 음악담당자로 나온다.
가메라3 사신〈이리스〉각성의 프로듀서는 이 작품을 절찬했으며, 보고난 직후 히구치 신지에게 〈이같은 작품을 만들어야한다〉라고 말했다고 한다.
국내에서는 극장에서 개봉하지 않고 투니버스의 스페셜로서 방영되었다.
스탭
- 감독 - 호소다 마모루
- 각본 - 요시다 레이코
- 캐릭터디자인 - 나카츠루 카츠요시
- 작화감독 - 야마시타 타카아키
- 미술감독 - 도쿠시게 켄
- 음악 - 아리사와 타카노리

한국어판 제작
- 번역 - 후리 기획
- 편집 - 이지혜
- 녹음 - 최진기
- 연출 - 김이경
- 기획 - 투니버스

줄거리
1995년의 여름방학에 발생한 사건을 다루고 있다. 선택받은 아이들이 처음으로 디지몬과 만난 날, 그리고 〈왜 그들이 선택받았는가〉에 대해서 다루고 있다. TV시리즈의 프롤로그격인 이야기로, TV시리즈에서는 이때의 사건을 〈빛의 언덕 테러사건〉으로 다루고 있으며, 아이들은 이 사건을 계기로 선택받았다.
TV시리즈의 스토리와 직접적으로 이어져 있으며, 이 작품을 보지 않고서는 TV시리즈의 스토리를 이해하기 힘든 부분도 있다.
주요등장인물
코로몬
목소리 연기 : 사카모토 치카/문선희
태일이의 집 컴퓨터에서 나온 디지몬알에서 태어난 디지몬으로, 짧은 시간 동안에 급속히 진화해 나간다. TV시리즈에서 태일이의 파트너가 되는 아구몬과는 다른 개체로 (TV시리즈의 코로몬의 말에 따르면, 자신의 선조가 아닐까 하는 부분이 있다) 말을 할 줄 알며, 자기소개를 했을 때가 코로몬이었기 때문에 이후로도 계속 코로몬이라고 불린다. 코로몬까지는 TV시리즈판과 동일한 크기였지만 아구몬과 그레이몬으로 진화한 뒤에는 TV시리즈와 비교하여 엄청나게 커진 모습으로 등장한다. 아구몬, 그레이몬으로 진화한 뒤에는 움직이는 물체에 반응해 공격하는 등, 본능에 치우친 야성의 모습을 보이지만, 태일이와 나리를 지켜주거나 깜몬일 때 들었던 나리의 피리소리에 반응하는 모습에서 그 둘을 기억하고 있었던 것 같다.
패롯몬
아구몬의 뒤를 쫓듯이 하늘에 나타난 거대 디지몬알에서 태어난 수수께끼의 디지몬으로, 그레이몬과의 격렬한 싸움끝에 모습을 감춘다. 극중에서 이름이 나오지 않는다. 완전체 디지몬이다.
극장판의 무비북에서는 아구몬의 디지몬알과 패롯몬이 현실세계로 온 것은 우연이며, 디지털 월드에서 떨어져나온 장외난투전과 같은 것이라고 감독은 해설하고 있다고 한다.
주제가
《butter-fly》
작사, 작곡 : 치와타 히데노리 / 편곡 : 와타나베 첼 / 노래 : 와다 코지
한국어판 작사 장동준 / 노래 전영호

### 극장판《디지몬 어드벤처: 우리들의 워 게임!》
2000년 봄 시즌의 도에이 애니메페어에서 상영된 작품으로 흥행수입은 21억 6천만엔이다.
- 당시에 이미 첫 번째 극장판과 디지몬 어드벤처 21화를 통해서 일부에서 높은 평판을 받은 호소다 마모루감독의 명성을 단번에 널리 알린 작품이다.
- 겨우 40분에 지나지 않는 상영시간이지만 높은 퀄리티와 구성, 컴퓨터나 네트워크와 디지몬의 조합한 세련된 연출로, 동시상영작이었던 원피스를 보러온 디지몬에 흥미없었던 관객들을 압도하여 이것을 계기로 많은 디지몬 팬을 획득했다.
- 오츠이치, 무라카미 타카시와 같은 제작자들에게서도 높은 지지를 받았는데, 특히 무라카미는 이것을 계기로 호소다에게 루이비통의 점두CM제작을 의뢰하는 등, 호소다의 작품에 심취했다(상세한 내용은 SUPERFLAT MONOGRAM 참고).
- 도에이 애니메페어의 작품치고는 매우 예외적으로 매니아들을 위한 작품해설집이 발매되었으며[14], 2007년에는 그림콘티집이 발매되는 등, 애니메이션업계전반에 준 충격은 컸다.
- 이 영화의 엔딩테마곡인 《작품No.2〈봄〉가장조 ~우리들의 워게임!~》의 CD명의가 AIM으로 발매된 CD는 현재 입수하기 매우 어려운 상태이다.

스탭
- 감독 - 호소다 마모루
- 각본 - 요시다 레이코
- 캐릭터 디자인 - 나카츠루 카츠요시
- 작화감독 - 야마시타 타카아키, 모리 히사시
- 미술감독 - 타무라 세이키
- 음악 - 아리사와 타카노리

한국어판 제작
- 번역 - 후리기획
- 편집 - 이지혜, 이승철, 이수
- 녹음 - 최진기
- 연출 - 김이경
- 기획 - 투니버스

스토리
디지털 월드에서 아이들이 돌아온 지 수개월이 지난 2000년의 봄방학 때, 갑자기 네트워크 속에 나타난 디지몬알에서 태어난 신종 디지몬이 네트워크를 이어주는 컴퓨터의 데이터를 먹어치우며 여러 기관에 침입하며 급속하게 진화해 나간다. 세계는 혼란에 빠지게 되고, 이 사태를 깨달은 태일이와 한솔이가 수수께끼의 디지몬의 폭주를 막기 위해 선택받은 아이들을 불러 모아 다시 싸우기 위해 나선다.
오메가몬과 파워 디지몬의 등장인물인 예지가 첫 등장한 작품이다. 파워 디지몬과의 이야기와 밀접하게 연관되어 있어서, 이것을 보지 않으면 TV시리즈의 이야기를 이해하기 힘든 부분이 있다.
주요등장인물
신종 디지몬 (크라몬 → 츠메몬 → 케라몬 → 크리사리몬(이 영화에 등장하지 않음) → 인페르몬 → 디아블로몬)
돌연히 네트워크 속에 나타난 순수하지만 흉악한 디지몬으로, 네트워크 속의 버그들이 모여서 만들어진 디지몬알에서 태어났으며 엄청난 식욕으로 짧은 시간에 엄청나게 빠른 진화를 보여준다. 《유희》를 위해서 세계를 위험에 빠뜨리는 매우 성질이 나쁜 디지몬이다. 덧붙이자면 작품속에서 발사된 핵미사일 피스 키퍼는 실존하지만 작품속과는 개요가 약간 다르다.
디지몬알에서 태어난 유년기1을 크라몬, 유년기2를 츠메몬, 성장기를 케라몬, 완전체를 인페르몬이라고 부른다. 영화에서는 등장하지 않았지만 케라몬이 통상진화하면 성숙기인 크리사리몬이 된다. 영화에서는 절대완전체인 디아블로몬을 포함하여 명칭이 전혀 등장하지 않는다.
인페르몬의 여섯개의 다리는 제작사에서 작화가 매우 힘드니 4개로 하자는 이야기가 있었지만, 호소다는 그걸 허락하지 않았다는 이야기가 있으며, 신종 디지몬의 디자인은 Wiz와 도에이의 디자이너가 호소다와 함께 만든 것으로 추측된다.
오메가몬
워그레이몬과 메탈가루몬이 합체한 절대완전체 디지몬이다. 왼손은 워그레이몬, 오른손은 메탈가루몬으로 이루어져 있으며, 작품 속에서는 워그레이몬의 검으로 디아블로몬의 공격을 모두 튕겨내고 메탈가루몬의 포격으로 디아블로몬을 모두 날려 버린다. 다른 디지몬 디자이너들은 디지몬을 통통한 체형에 강한 인상에 멋진 모습으로 그리고 있었지만, 호소다는 부러질 듯한 허리와 충신과 같은 눈매를 고집했다고 한다.
이 작품에서 강렬한 인상을 보여준 오메가몬은 최강 디지몬의 상징적존재가 되어 이후에도 디지몬 인기순위 1, 2위를 다툰다.
주제가
《Butter Fly》
작사, 작곡 : 치와타 히데노리 / 편곡 : 와타나베 첼 / 노래 : 와다 코지
한국어판 작사 장동준 / 노래 전영호
《우리들의 war game》
작사 : Namika / 작곡, 편곡 : 미야자키 미치 / 노래 : AiM
한국어판 작사 장동준 / 노래 장숙희
삽입곡
《brave heart》
작사 : 오오모리 쇼코 / 작곡, 편곡 : 오타 미치히코 / 노래 : 미야자키 아유미
한국어판 작사 장동준 / 노래 전영호
《레퀴엠》

### 극장판《디지몬 어드벤처 라스트 에볼루션: 인연》
2020년 2월 21일에 개봉되었으며, 스페셜 선행 상영회는 2020년 2월 2일에 개최되었다.
스탭
- 감독 - 타구치 토모히사
- 슈퍼바이저 - 세키 히로미
- 각본 - 야마토야 아카츠키
- 원작 - 혼고 아키요시
- 제작 - 키노시타 요스케
- 캐릭터 디자인 - 나카츠루 카츠요시(캐릭터), 와타나베 켄지(몬스터)
- 총 작화 감독 - 타치카와 세이지

목소리 연기
- 야가미 타이치(八神太一) - 하나에 나츠키
- 이시다 야마토(石田ヤマト) - 호소야 요시마사
- 타케노우치 소라(竹之内空) - 미모리 스즈코
- 이즈미 코시로(泉光子郎) - 타무라 무츠미
- 타치카와 미미(太刀川ミミ) - 요시다 히토미
- 키도 죠(城戸丈) - 이케다 쥰야
- 타카이시 타케루(高石タケル) - 에노키 쥰야
- 야가미 히카리(八神ヒカリ) - M•A•O
- 모토미야 다이스케(本宮大輔) - 카타야마 후쿠쥬로
- 이치죠우지 켄(一乗寺賢) - 란즈베리 아서
- 이노우에 미야코(井ノ上京) - 아사이 아야카
- 히다 이오리(火田伊織) - 야마야 요시타카

《어노드 테이머》・《카머》
연속 드라마CD판 디지몬 어드벤처로, 미니드라마 시리즈 3작품은 기본적으로 패러디적인 요소들로 가득차 있어서 TV시리즈와는 무척이나 다른 분위기로 번외편 적인 모습을 보여준다.
《디지몬 어드벤처 캐릭터송 미니드라마 (1)》
태일이의 일본성우 후지타 토시코가 잇큐씨에서 잇큐의 성우를 맡고 있음을 이용한 성우 장난, 그리고 소라와 석이의 드라마에서는 메타픽션적인 요소가 포함되어 있어서 미니드라마 시리즈 중에서 가장 번외편적인 인상이 크다.
《디지몬 어드벤처 캐릭터송 미니드라마 (2)》 1999년 12월 3일 발매
디지몬 캐릭터가 전원 출연한 오리지널 스토리 제2탄이다. 수록된 드라마는 한솔이, 미나, 나리가 메인으로 나오는 이야기로 세사람의 캐릭터송도 수록되어있다.
한솔이가 쓴 러브레터를 받게 될 사람이 누군가를 놓고 (특히나 미나가) 뜨거운 논쟁을 벌인다.
《디지몬 어드벤처 캐릭터송 미니드라마 (3)》 2000년 1월 7일 발매
디지몬 캐릭터가 전원 출연한 오리지널 스토리 제3탄이다. 수록된 드라마는 매튜와 리키가 메인으로 나오는 이야기로 디지몬들과 신춘디지몬 연예극 이야기이다. 매튜와 리키 두 사람의 캐릭터송도 수록되어있다.
《디지몬 어드벤처 오리지널 스토리 2년 반의 휴가》 2003년 4월 23일 발매
본작품과 파워 디지몬 사이의 2년 반 동안에 타케루와 히카리를 제외한 여섯 아이들 각자의 이야기이다.
애니메이션・디지몬 시리즈 종료를 기념하여 4작품 동시에 후일담을 드라마CD로 발매했다.

## 방영 목록
| 회차       | 주제                                                         |
| ---------- | ------------------------------------------------------------ |
| 1화        | 모험의 섬(표류 모험의 섬)                                    |
| 2화        | 놀라운 진화 그레이몬(폭렬진화 그레이몬)                      |
| 3화        | 푸른 늑대 가루몬(푸른 늑대 가루루몬)                         |
| 4화        | 불사조 버드라몬(작열 버드라몬)                               |
| 5화        | 번개 용사 캅테리몬(전광 카브테리몬)                          |
| 6화        | 니드몬의 분노(팔몬 분노의 진화)                              |
| 7화        | 원뿔몬의 포효(표효 잇카쿠몬)                                 |
| 8화        | 어둠의 사자 데블몬(어둠의 사자 데비몬)                       |
| 9화        | 얼음 디지몬과의 싸움(격돌 냉동 디지몬)                       |
| 10화       | 수호자 켄터스몬(수호자 켄타루몬)                             |
| 11화       | 고스몬의 유령 축제(춤추는 망령 바케몬)                       |
| 12화       | 리키와 파닥몬의 모험(모험 파타몬과 나)                       |
| 13화       | 빛의 천사 엔젤몬(엔제몬의 각성)                              |
| 14화       | 신대륙으로 출발(출선 신대륙으로)                             |
| 15화       | 새로은 적 에테몬(에테몬 악의 화도)                           |
| 16화       | 암흑진화 스컬그레이몬(암흑진화 스컬그레이몬)                 |
| 17화       | 사막의 선장 꼬끼몬(환상의 선장 코카트리몬)                   |
| 18화       | 꼬마요정 피콜몬(요정 핏코로몬)                               |
| 19화       | 미궁 속의 데이터몬(미궁의 나노몬)                            |
| 20화       | 완전 진화 메탈그레이몬(완전체 진화 메탈그레이몬)             |
| 21화       | 현실세계로 돌아온 테일(코로몬 도쿄(서울) 대격돌)             |
| 22화       | 작은 악마 피코데블몬(속삭이는 작은악마 피코데비몬)           |
| 23화       | 우정의 진화 워가루몬(친구여 워가루루몬)                      |
| 24화       | 격파 아트라캅테리몬(격파 아트라카브테리몬)                   |
| 25화       | 잠자는 폭군 왕개굴몬(잠자는 폭군 토노사마게코몬)             |
| 26화       | 빛나는 날개 가루다몬(빛나는 날개 가루다몬)                   |
| 27화       | 어둠의 성으로(어둠의 성 반데몬)                              |
| 28화       | 현실세계로 가는 문(추격 일본(한국)으로 서둘러라)             |
| 29화       | 빛의 언덕 맘몬(맘몬 빞의 언덕 대격돌)                        |
| 30화       | 여의도 가는 길(디지몬 됴교(서울) 대횡단)                     |
| 31화       | 인천부두의 레어몬(레어몬! 도쿄만(인천항) 습격)               |
| 32화       | 화염의 악당 데드메라몬(뜨거운 도쿄타워(남산타워) 데스메라몬) |
| 33화       | 펌프몬과 울트몬(펌프몬과 고츠몬은 시부야계(명동계) 디지몬)   |
| 34화       | 운명의 친구 가트몬(운명의 끈 테이루몬(테일몬))               |
| 35화       | 꽃의 요정 릴리몬(오다이바의 요정 리리몬개화)                 |
| 36화       | 결계돌파 쥬드몬(결계돌파 즈도몬 스파크)                      |
| 37화       | 화려한 변신 엔젤우몬(완전체 총진격 빛나는 엔제우몬)          |
| 38화       | 부활 마왕 베놈묘티스몬(부활 마왕 베놈반데몬)                 |
| 39화       | 최강 진화 어둠을 물리쳐라(2대궁극진화 어둠을 쳐부숴라)       |
| 40화       | 어둠의 사천왕 등장(마산의 사천왕 다크마스터즈)               |
| 41화       | 바다의 왕 메탈시드라몬(날뛰는 바다의 왕 메탈시드라몬)        |
| 42화       | 숨막히는 추적 고래몬(침묵의 해저 호에몬)                     |
| 43화       | 위험한 장난(위험한 유희 피노키몬)                            |
| 44화       | 갈라진 우정 쥬레이몬(헤메는 숲의 쥬리에몬)                   |
| 45화       | 밝혀진 진실(궁극체격돌! 워그레이몬 VS 메탈가루루몬)          |
| 46화       | 메탈에테몬의 부활(메탈에테몬의 역습)                         |
| 47화       | 황금 용사 샤벨레오몬(바람이여 빛이여 샤벨레오몬)             |
| 48화       | 폭파지령 파워드라몬(폭격지령 무겐드라몬)                     |
| 49화       | 워매몬 구출 작전(잘가 누메몬)                                |
| 50화       | 어둠의 꽃 레이디데블몬(어둠의 악녀 레디데비몬)               |
| 51화       | 지옥의 사자 피에몬(지옥의 광대 피에몬)                       |
| 52화       | 성검사 홀리엔젤몬(성검사 홀리엔제몬)                         |
| 53화       | 촤후의 적 아포카리몬(최후의 암흑 디지몬)                     |
| 최종화(54) | 새로운 세계                                                  |